# Èlia Verina
Èlia Verina, en llatí Aelia Verina, fou una emperadriu romana d'Orient esposa de Lleó I el Traci amb el que va tenir una filla de nom Èlia Ariadna, que es va casar amb l'emperador Zenó, i una altra filla Leòncia, casada més tard amb Marcià, l'usurpador. Era germana de Basilisc, que també va ser emperador.
Lleó va deixar la corona al seu net Lleó II de Bizanci, fill d'Ariadna i Zenó. Lleó, que quan va pujar al tron el 474 tenia només set anys, va viure poc temps i el seu pare Zenó, que havia actuat com a regent, va fer-se càrrec de l'imperi. Èlia Verina, no estava contenta amb el paper d'emperadriu vídua, i segons Joan I d'Antioquia es va enamorar del prefecte del pretori que portava per nom Patrici. Inicialment havia recolzat Zenó mentre Lleó II era viu, però després de la mort del seu net va conspirar contra ell, amb l'ajuda de Patricius, del seu germà Basilisc del general isauri Il·los i del general Teodoric Estrabó. Zenó es va veure forçat a fugir de Constantinoble cap a Isàuria l'any 475, però va aconseguir apoderar-se de part del tresor imperial i la guarnició de soldats isauris que li eren fidels. Basilisc, davant la marxa de Zenó, va ser proclamat august el 9 de gener del 475 a la ciutat d'Hebdomon pel senat.
Joan d'Antioquia i Daniel l'Estilita diuen que Verina va ser enganyada perquè recolzés la conspiració. Joan d'Antioquia explica que Verina va defensar la rebel·lió amb l'esperança que Patricius se situés al capdavant de l'imperi, i ella tornaria a ser emperadriu consort, i no germana de l'emperador, tal com finalment va succeir. Joan Malales diu que en ser Èlia verina l'única persona amb rang imperial present a la capital, va ser ella qui va coronar al seu germà.
Tanmateix, el 476 Il·los va deixar de banda Èlia Verina i Basilisc i es van passar al costat de Zenó. Les males relacions d'Il·los amb Zenó van portar que Il·los deixés la vida pública i es retirés a Nicea, però no va tardar a revoltar-se el 483 o 484 i va proclamar al sirià Lleonci com a emperador per raó de la seva dignitat de patrici i el seu prestigi a l'exèrcit. Va derrotar l'exèrcit de Zenó a Antioquia i va aconseguir el suport dels isauris, amb el que es va apoderar de la fortalesa de Papurios on va trobar a Verina, a la que va alliberar i la va obligar a coronar a Lleonci a Tars. Verina també va haver d'enviar una carta als oficials imperials a Antioquia, Egipte i Orient que els demanava que s'unissin a Il·los.
La revolta no va aconseguir prou recolzament, i els rebels es van retirar d'Antioquia, tornant a la fortalesa de Papurios. Zenó va enviar un exèrcit per reduir-los, format per soldats romans, ostrogots, macedonis escites. Els ostrogots anaven comandats per Teodoric el Gran. Zenó l'agost del 484, va posar setge a la fortalesa, un setge que va durar quatre anys, fins al 488. Èlia Verina segurament va morir el mateix 484, a l'inici del setge. Es discuteix si va morir de malaltia o assassinada. Segons Malales, quan va finalitzar el setge, l'emperador va recuperar el seu cos i el va enviar a Constantinoble, on l'emperadriu consort Ariadna la va enterrar.